# 630-й истребительный авиационный полк ПВО
630-й истребительный авиационный полк ПВО — воинская часть ПВО Военно-воздушных сил (ВВС) РККА Вооружённых Сил Союза ССР, принимавшая участие в боевых действиях Великой Отечественной войны.
Сокращённое наименование — 630 иап ПВО.

## Наименования полка
За весь период своего существования полк несколько раз менял своё наименование:
- 630-й истребительный авиационный полк ПВО;
- 147-й гвардейский истребительный авиационный полк ПВО;
- 147-й гвардейский истребительный авиационный полк;
- Полевая почта 49693.

## Создание полка
630-й истребительный авиационный полк сформирован 17 ноября 1941 года из постоянного состава Борисоглебской ВАШП на самолётах И-16 5 серии.

## Переименование полка
630-й истребительный авиационный полк ПВО 9 октября 1943 года за образцовое выполнение боевых задач и проявленные при этом мужество и героизм награждён почётным званием Гвардейский и на основании Приказа НКО СССР переименован в 147-й гвардейский истребительный авиационный полк ПВО.

## В действующей армии
В составе действующей армии:
- с 8 апреля 1942 года по 9 октября 1943 года.

## Командиры полка
- капитан, майор, подполковник Новицкий Пётр Николаевич[4], 17.11.1941 — 09.10.1943

## В составе соединений и объединений
| Период        | Фронт (округ)            | Район                              | Корпус ПВО (Дивизия ПВО)                     | примечание |
| ------------- | ------------------------ | ---------------------------------- | -------------------------------------------- | --- |
| 17.11.1941 г. | Московский военный округ | ВВС округа                         | Борисоглебская ВАШП                          | И-16 |
| 15.02.1942 г. | Северо-Западный фронт    | Бологоевский дивизионный район ПВО | 106-я истребительная авиационная дивизия ПВО | И-16 |
| 01.03.1942 г. | Северо-Западный фронт    | Бологоевский дивизионный район ПВО | 106-я истребительная авиационная дивизия ПВО | И-16, получил 10 ЛаГГ-3 |
| 01.06.1942 г. | Северо-Западный фронт    | Бологоевский дивизионный район ПВО | 106-я истребительная авиационная дивизия ПВО | И-16, ЛаГГ-3, получил 10 «Киттихаук» и 4 Як-1 |
| 22.07.1942 г. | Северо-Западный фронт    | 6-я воздушная армия                | 240-я истребительная авиационная дивизия     | 6 И-16 и 9 Киттихаук |
| 05.10.1942 г. | Северо-Западный фронт    | Бологоевский дивизионный район ПВО | 106-я истребительная авиационная дивизия ПВО | И-16, Киттихаук |
| 01.12.1942 г. | Северо-Западный фронт    | Бологоевский дивизионный район ПВО | 106-я истребительная авиационная дивизия ПВО | И-16, Киттихаук, переформирован |
| 01.01.1943 г. | Северо-Западный фронт    | Бологоевский дивизионный район ПВО | 106-я истребительная авиационная дивизия ПВО | получил 10 Ла-5 |
| 02.02.1943 г. | Северо-Западный фронт    | Бологоевский дивизионный район ПВО | 106-я истребительная авиационная дивизия ПВО | Ла-5, получил 9 Як-7б |
| 22.04.1943 г. | Ленинградский фронт      | 13-я воздушная армия               | 240-я истребительная авиационная дивизия     | В боевом составе имел 10 Ла-5, 8 Як-7б и 2 «Киттихаука», а также группу усиления (7 Як-7б и 2 Ла-5) из других полков 106 иад ПВО (33, 253 и 441 иап ПВО) |
| 29.06.1943 г. | Западный фронт ПВО       | Бологоевский дивизионный район ПВО | 106-я истребительная авиационная дивизия ПВО | Ла-5, Як-7б, Киттихаук |
| 09.10.1943 г. | Западный фронт ПВО       | Бологоевский дивизионный район ПВО | 106-я истребительная авиационная дивизия ПВО | 10 Ла-5, 8 Як-7б и 2 Киттихаук |

## Первая известная воздушная победа полка
Первая известная воздушная победа полка в Отечественной войне одержана 1 марта 1942 года: звеном И-16 (ведущий лейтенант Комаров В. С.) в воздушном бою в районе южнее с. Погарино сбит немецкий бомбардировщик Heinkel He 111.

## Участие в операциях и битвах
Великая Отечественная война (1942—1945):
- ПВО объектов Северо-Западного фронта
- ПВО объектов Калининского фронта
- ПВО объектов 2-го Прибалтийского фронта
- ПВО объектов Ленинградского фронта

## Отличившиеся воины полка
- Афанасьев Владимир Ильич, лётчик полка с января по март 1942 года, удостоен звания Герой Советского Союза 29 марта 1944 года будучи гвардии старшим лейтенантом, заместителем командира эскадрильи 145-го гвардейского истребительного авиационного полка 106-й истребительной авиационной дивизии ПВО Бологоевского дивизионного района ПВО. Золотая Звезда № 3330.
- Верников Яков Ильич, капитан, штурман 147-го гвардейского истребительного авиационного полка 106-й истребительной авиационной дивизии ПВО 2-го корпуса ПВО Северного Фронта ПВО 18 ноября 1944 года удостоен звания Герой Советского Союза. Золотая Звезда № 5294.
- Комаров Виктор Степанович, майор, заместитель командира 630-го истребительного авиационного полка 106-й истребительной авиационной дивизии ПВО Бологоевского дивизионного района ПВО 9 октября 1943 года удостоен звания Герой Советского Союза. Золотая Звезда № 1126.
- Часнык Николай Леонтьевич, лётчик полка с января по март 1942 года, удостоен звания Герой Советского Союза 22 августа 1944 года будучи гвардии старшим лейтенантом, заместителем командира эскадрильи 148-го гвардейского истребительного авиационного полка 148-й истребительной авиационной дивизии ПВО. Золотая Звезда № 8010.

## Статистика боевых действий
Всего за годы Великой Отечественной войны полком:
| Выполнено боевых вылетов | Проведено воздушных боёв | Сбито самолётов в воздухе/на аэродромах |
| ------------------------ | ------------------------ | --------------------------------------- |
| 4475                     | 177                      | 108                                     |

Свои потери:
| Потеряно самолётов, всего | Погибло лётчиков всего |
| ------------------------- | ---------------------- |
| 22                        | 10                     |

## Базирование
| Период         | Место базирования |
| -------------- | ----------------- |
| 10.1944 — 1948 | Рига              |